# Erwin Friedrich Baumann
Erwin Friedrich Baumann  (Berna, 27 de octubre de 1890 – ibídem, 8 de febrero de 1980)  fue un escultor y arquitecto suizo.

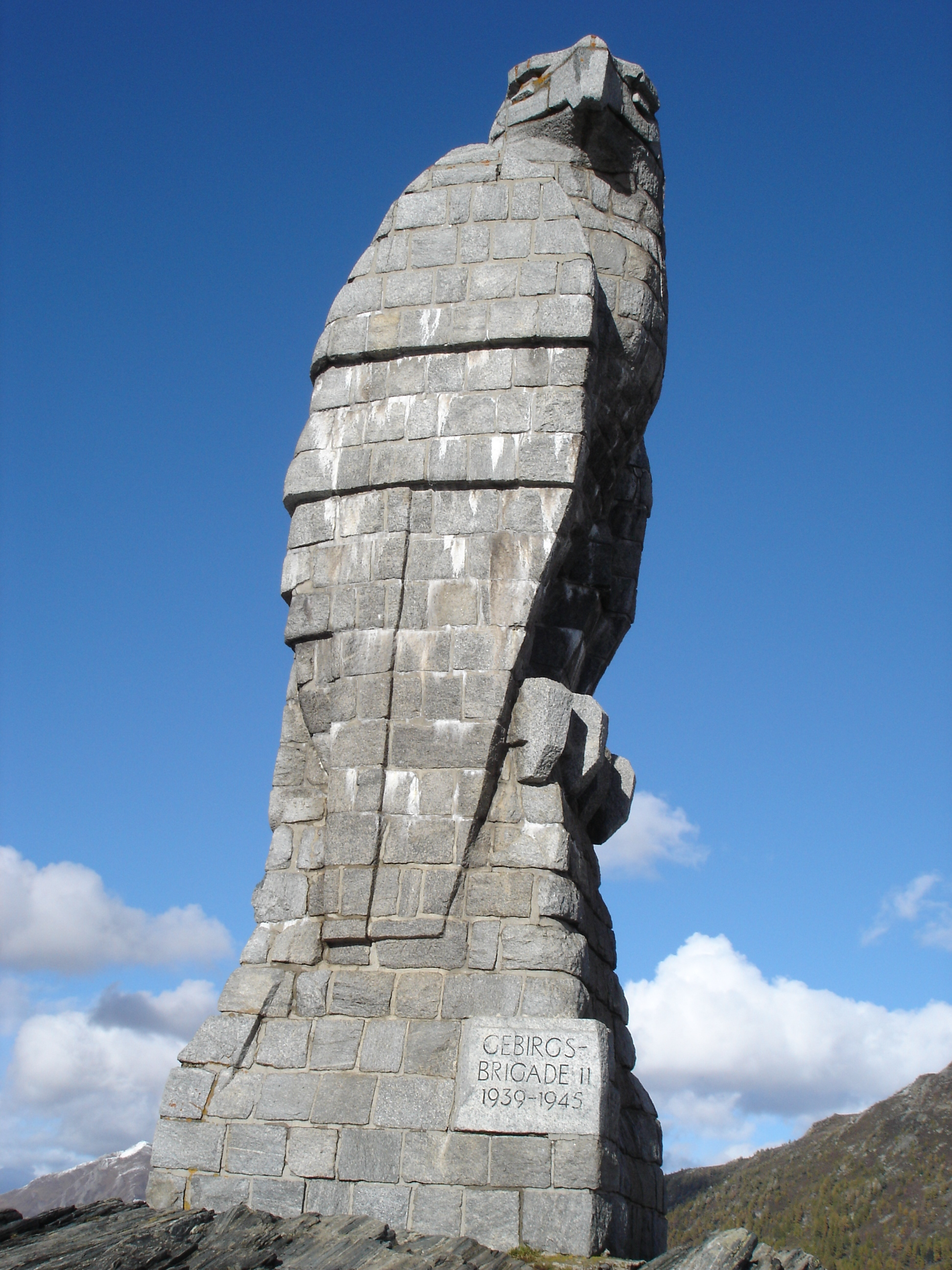
Águila de piedra, en el paso del Simplón, en los Alpes.

Entre 1921 a 1922, viajó y trabajó en Egipto, como escultor y arquitecto, y donde trabó relaciones profesionales, entre otros con Mahmoud Mokhtar.

## Obras (selección)
- 1920, Monumento a la caballería en Lueg cerca de Burgdorf
- 1940, Una pareja de amantes, donación a la ayuda suiza para los refugiados
- 1941, Concurso relieve para el edificio administrativo de la PTT Berna, Lucha
- 1942, Grupo minero
- 1944, Águila de Simplon
- 1945, Madre e hijo, caballo
- 1950, Cuatro piedras capitales para el castillo de Wimmis
- 1952, Mesa de la comunión de la iglesia de Lerchenfeld
- 1953, Concurso del prisionero político desconocido
- 1954, Provecto para la construcción de la fuente Parzival Migros Spiez, blasón Amtshaus Langnau im Emmental